# Alexandru Cazacu
Alexandru Cazacu (n. 7 noiembrie 1949, Acui, Republica Moldova ) este un muzician moldovean, chitarist și compozitor. A absolvit școala de muzică Ștefan Neaga la clasa baian. Fost membru ULCT. Din anul 1969 este membru component al formației "Noroc", participând la imprimarea minionului legendar al grupului. Unul dintre primii și cei mai valoroși chitariști din Republica Moldova.  În anul 1971 a participat la festivalul de la Bratislava, după ce formația a fost lichidată. Între anii 1971-1975 a cântat în diverse formații din Ucraina și Rusia.
In anul 2012 a suferit un atentat asupra vieții sale , in timpul unei călătorii cu un microautobus prin Republica Moldova.
Este căsătorit cu Raisa Cazacu, fosta dansatoare in ansamblul coreografic "Joc". Are un fiu, Marian, chitarist -rock, muzician in formația "Electric Love" din Bucuresti.

## Discografie
- Minionul formației "Noroc". Moscova, "Melodia", 1970
- Noroc Arhivat în 28 mai 2010, la Wayback Machine.
- Alexandru și Anatol Cazacu Arhivat în 8 martie 2009, la Wayback Machine.

### Interviuri
- Catalogul Bibliotecii Naționale al Republicii Moldova Arhivat în 3 august 2009, la Wayback Machine.(Nume persoană: Cazacu, Alexandru)

### Despre formația "Noroc"
- Iurie Colesnic. Chișinău. Enciclopedie. Chișinău. Museum, 1997
- Scurtă istorie a formației Arhivat în 15 mai 2009, la Wayback Machine.

#### Despre
- Localitățile Republicii Moldova, vol 14 (anexe).
- Mihai Poiată//Rock-ul, Noroc-ul și Noi.